# Hemithea simplex
Hemithea simplex là một loài bướm đêm trong họ Geometridae.